# Malisevo
Malisevo (del serbio: Малишево) es un municipio localizado en el centro de Kosovo, pertenece al distrito de Prizren, su área se creó con partes de territorio de los municipios vecinos de Suva Reka, Klina, Gogovac y Orahovac.
La cabecera municipal registra 2300 habitantes, aunque el municipio cuenta con algo más de 56.000 habitantes

## Deporte
- KF Malisheva juega en la Superliga de Kosovo y su estadio es Leman Gegaj.

- Datos: Q59089
- Multimedia: Malisheva / Q59089